# Леонтинешти (Бакау)
Леонтинешти (рум. Leontinești) насеље је у Румунији у округу Бакау у општини Ардеоани. Oпштина се налази на надморској висини од 353 m.

## Становништво
Према подацима из 2002. године у насељу је живело 949 становника, од којих су сви румунске националности.